# Campionati europei cadetti di scherma 2011
I Campionati europei cadetti di scherma del 2011 ("2011 European Cadets Fencing Championships") sono stati organizzati dalla Confederazione europea di scherma e si sono svolti a Klagenfurt in Austria, dal 28 febbraio al 6 marzo 2011.
Nel fioretto, si sono aggiudicati i titoli dei campionati europei il ceco Alexander Choupenitch, che ha battuto in finale il russo Ilya Degtyarev, e la magiara Szonja Szalai che ha avuto la meglio sull'italiana Francesca Palumbo.
Nella spada l'israeliano Yuval-Shalom Freilich ha battuto in finale l'italiano Lorenzo Buzzi, ottenendo il titolo europeo cadetti maschile, mentre tra le donne l'italiana Alberta Santuccio ha superato l'estone Katrina Lehis.
Nella sciabola il russo Alexander Trushakov prevale sull'italiano Luca Curatoli, mentre l'italiana Martina Criscio ha battuto la magiara Anna Marton.
Nei campionati europei cadetti a squadre maschili, la nazionale russa ha prevalso nella finale del fioretto contro l'Italia, mentre la nazionale italiana ha vinto nella spada contro la formazione magiara, ed infine la nazionale italiana ha avuto la meglio sulla compagine russa nella sciabola.
Nei campionati europei cadetti a squadre femminili, la nazionale italiana ha prevalso nella finale del fioretto contro la Polonia, l'Italia ha vinto nella spada contro la compagine polacca, ed infine la formazione italiana ha avuto la meglio sulla nazionale magiara nella sciabola.

## Podi

### Uomini
| Specialità  | Oro                                                                        | Argento                                                                              | Bronzo                                                                       |
| Individuali |                                                                            |                                                                                      |                                                                              |
| Fioretto    | Alexander Choupenitch                                                      | Ilya Degtyarev                                                                       | Andras Nemeth Michele Del Macchia                                            |
| Spada       | Yuval-Shalom Freilich                                                      | Lorenzo Buzzi                                                                        | Mattia Pristera Balazs Hamar                                                 |
| Sciabola    | Alexander Trušakov                                                         | Luca Curatoli                                                                        | Alexander Baranovskij Leonardo Affede                                        |
| A squadre   |                                                                            |                                                                                      |                                                                              |
| Fioretto    | Russia Ilya Degtyarev Alexey Valerov Alexander Pivovarov Anton Sekov       | Italia Michele Del Macchia Alessandro Bertolazzi Francesco Marotta Damiano Rosatelli | Francia Virgile Collineau Romain Molinaro Baptiste Mourrain Erwann Auclin    |
| Spada       | Italia Gabriele Cimini Tomaso Melocchi Lorenzo Buzzi Mattia Pristera       | Ungheria Daniel Berta Balazs Hamar Sandor Cho-Teun Cirill Safar                      | Spagna Yulen Pereira Alberto Andres Guillerm Sanchez-Rodriguez Alvaro Ibanez |
| Sciabola    | Italia Luca Curatoli Alessandro Riccardi Leonardo Affede Domenico Bonsanto | Russia Aleksandr Baranovskij Aleksandr Trušakov Michail Gorskij Andrej Korobko       | Francia Victor Varenne Tom Seitz Mehdi Fabre Maxence Lambert                 |

### Donne
| Specialità  | Oro                                                                       | Argento                                                                           | Bronzo                                                                    |
| Individuali |                                                                           |                                                                                   |                                                                           |
| Fioretto    | Szonja Szalai                                                             | Francesca Palumbo                                                                 | Martina Sinigalia Natalia Gołębiowska                                     |
| Spada       | Alberta Santuccio                                                         | Katrina Lehis                                                                     | Coraline Vitalis Rachel Kanevsky                                          |
| Sciabola    | Martina Criscio                                                           | Anna Márton                                                                       | Angelika Wątor Kenza Boudad                                               |
| A squadre   |                                                                           |                                                                                   |                                                                           |
| Fioretto    | Italia Erica Cipressa Camilla Mancini Francesca Palumbo Martina Sinigalia | Polonia Marika Chrzanowska Natalia Gołębiowska Martyna Długosz Aleksandra Lasic   | Francia Jeromine Mpah-Njanga Pauline Ranvier Chloe Jubenot Maud Rouas     |
| Spada       | Italia Sara De Alti Nicole Foietta Giorgia Pometti Alberta Santuccio      | Polonia Martyna Swatowska-Wenglarczyk Jagoda Zagala Kamila Strug Karolina Mrochem | Romania Amalia Tataran Greta Veres Claudia Naboiu Constantin Cezara       |
| Sciabola    | Italia Sofia Ciaraglia Martina Criscio Federica Donati Chiara Mormile     | Ungheria Anna Márton Renáta Katona Luca László Lili Drajkó                        | Russia Viktorija Kujbark Valeria Bolšakova Tatiana Suchova Jana Obvinceva |